# Marriages

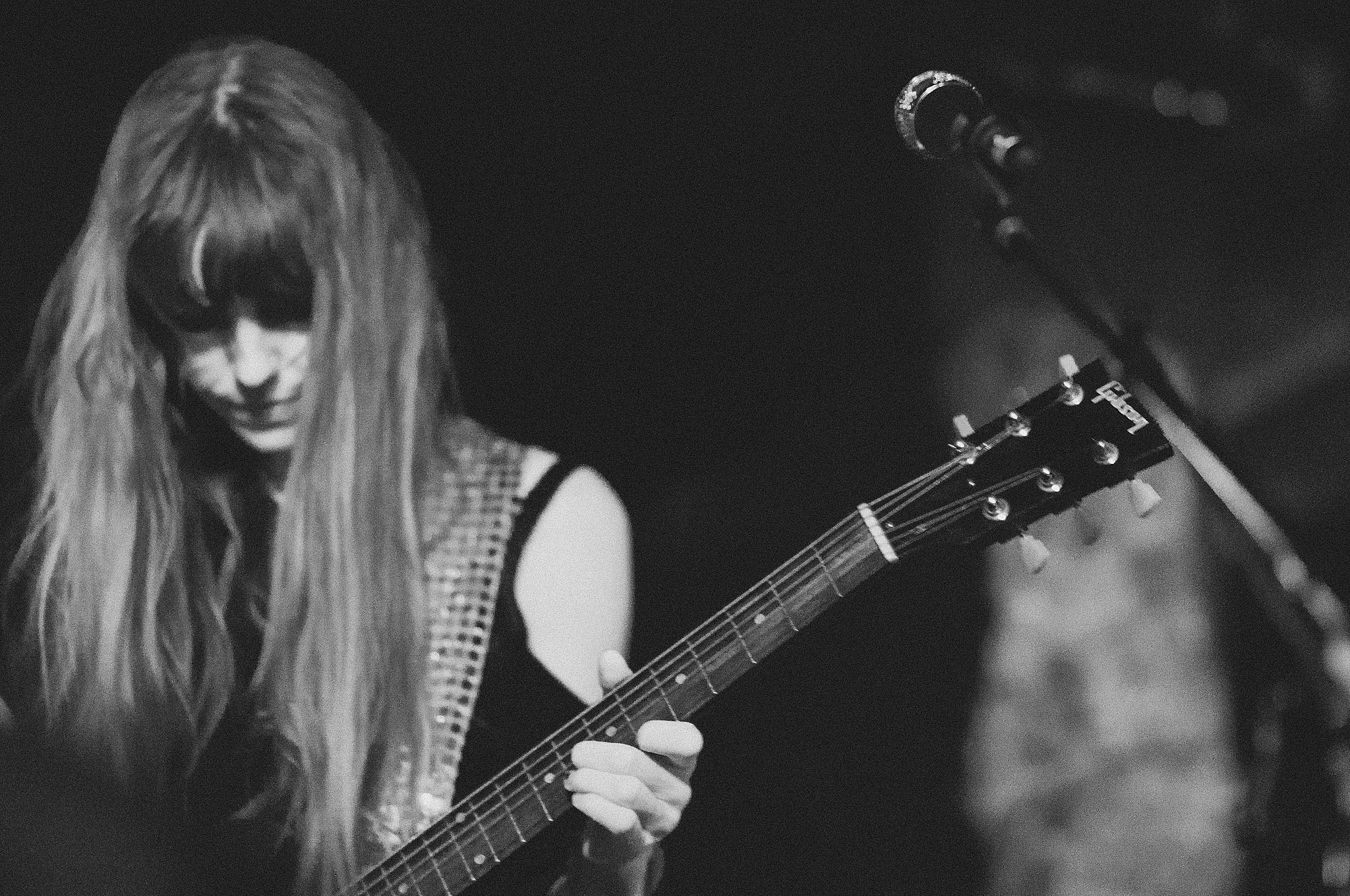
Emma Ruth Rundle (2013)

Marriages ist eine US-amerikanische Post-Rock-Band aus Los Angeles, Kalifornien. Sie besteht aus der Sängerin und Gitarristin Emma Ruth Rundle, dem Bassisten Greg Burns und dem Schlagzeuger Andrew Clinco.

## Geschichte
Nach der Auflösung von Red Sparowes gründeten zwei Mitglieder dieser Band, Emma Ruth Rundle und Greg Burns, 2011 die Band Marriages.
Zusammen mit dem Red-Sparowes-Schlagzeuger Dave Clifford nahmen sie im Jahr 2012 die EP Kitsune auf, gefolgt von Tourneen mit Russian Circles und Chelsea Wolfe (2012) sowie mit Deafheaven (2013). Andrew Clinco löste danach Dave Clifford als Schlagzeuger ab.
Im Jahr 2015 wurde das Debütalbum Salome veröffentlicht, gefolgt von einer US-Tournee mit Helms Alee und einer Europatour mit Wovenhand.

## Diskografie

### Alben
- Salome (2015, Sargent House)

### EPs
- Kitsune (2012, Sargent House)